# TFF 1. Lig 2017-2018
La TFF 1. Lig 2017-2018 è la 17ª edizione della TFF 1. Lig, la seconda serie del campionato turco di calcio. Il campionato è iniziato il 27 agosto 2017 e si è chiuso il 20 maggio 2018.

## Formula
Le 19 squadre si affrontano in un girone di andata e ritorno per un totale di 34 partite.
Le prime due classificate verranno promosse in Süper Lig.
Le ultime tre sono retrocesse in TFF 2. Lig, la serie C turca.

## Squadre partecipanti

### Squadre 2017-2018
Di seguito le squadre che partecipano alla stagione 2017-2018:
| Club            | Città     | Stadio                       | Stagione 2016-2017                  |
| --------------- | --------- | ---------------------------- | ----------------------------------- |
| Adanaspor       | Adana     | Stadio 5 gennaio-Fatih Terim | 18 posto Süper Lig                  |
| Adana Demirspor | Adana     | Adana 5 Ocak Stadium         | 14 posto                            |
| Altınordu       | Smirne    | DYO Alsancak Stadyumu        | 7 posto                             |
| Ankaragücü      | Ankara    | Stadio Eryaman               | 1 posto TFF 2. Lig                  |
| Balıkesirspor   | Balıkesir | Stadio Atatürk               | 9 posto                             |
| Boluspor        | Bolu      | Bolu Atatürk Stadyumu        | 4 posto                             |
| Çaykur Rizespor | Rize      | Stadio Çaykur Didi           | 16 posto Süper Lig                  |
| Denizlispor     | Denizli   | Stadio Atatürk di Denizli    | 11 posto                            |
| Elazığspor      | Elâzığ    | Stadio Atatürk               | 10 posto                            |
| Erzurumspor FK  | Erzurum   | Stadio Kâzım Karabekir       | vincitore dei playoff di TFF 2. Lig |
| Eskişehirspor   | Eskişehir | Eskişehir Yeni Stadyumu      | 3 posto                             |
| Gaziantep       | Gaziantep | Stadio Kâmil Ocak            | 13 posto                            |
| Gaziantepspor   | Gaziantep | Gaziantep Arena              | 17 posto Süper Lig                  |
| Giresunspor     | Giresun   | Stadio Cotanak               | 6 posto                             |
| İstanbulspor    | Istanbul  | Necmi Kadıoğlu               | 1 posto TFF 2. Lig                  |
| Manisaspor      | Karabük   | Stadio 19 maggio             | 12 posto                            |
| Samsunspor      | Samsun    | Samsun 19 Mayıs              | 15 posto                            |
| Ümraniyespor    | Istanbul  | Stadio Municipale            | 8 posto                             |

## Classifica
|  | Pos. | Squadra            | Pt | G  | V  | N  | P  | GF | GS  | DR  |
|  | ---- | ------------------ | -- | -- | -- | -- | -- | -- | --- | --- |
|  | 1.   | Çaykur Rizespor    | 69 | 34 | 20 | 9  | 5  | 68 | 38  | +30 |
|  | 2.   | Ankaragücü         | 63 | 34 | 18 | 9  | 7  | 55 | 34  | +21 |
|  | 3.   | Boluspor           | 60 | 34 | 18 | 6  | 10 | 53 | 30  | +23 |
|  | 4.   | Ümraniyespor       | 59 | 34 | 17 | 8  | 9  | 49 | 35  | +14 |
|  | 5.   | Erzurumspor FK     | 53 | 34 | 14 | 11 | 9  | 56 | 44  | +12 |
|  | 6.   | Gaziantep          | 53 | 34 | 15 | 8  | 11 | 57 | 38  | +19 |
|  | 7.   | Altınordu          | 53 | 34 | 15 | 8  | 11 | 55 | 45  | +10 |
|  | 8.   | Balıkesirspor (-3) | 52 | 34 | 16 | 7  | 11 | 56 | 46  | +10 |
|  | 9.   | İstanbulspor       | 50 | 34 | 14 | 8  | 12 | 45 | 39  | +6  |
|  | 10.  | Elazığspor         | 48 | 34 | 13 | 9  | 12 | 53 | 44  | +9  |
|  | 11.  | Giresunspor        | 47 | 34 | 13 | 8  | 13 | 50 | 44  | +6  |
|  | 12.  | Adanaspor          | 43 | 34 | 12 | 7  | 15 | 41 | 56  | -15 |
|  | 13.  | Adana Demirspor    | 41 | 34 | 11 | 8  | 15 | 44 | 47  | -3  |
|  | 14.  | Eskişehirspor (-3) | 41 | 34 | 12 | 8  | 14 | 63 | 56  | +7  |
|  | 15.  | Denizlispor        | 38 | 34 | 10 | 8  | 16 | 43 | 47  | -4  |
|  | 16.  | Samsunspor         | 36 | 34 | 7  | 15 | 12 | 32 | 46  | -14 |
|  | 17.  | Manisaspor (-9)    | 15 | 34 | 7  | 3  | 24 | 31 | 80  | -51 |
|  | 18.  | Gaziantepspor (-9) | 1  | 34 | 2  | 4  | 28 | 18 | 100 | -82 |

Legenda:

      Promosse in Süper Lig 2018-2019
 Ammessa ai Play-off
      Retrocessa in TFF 2. Lig 2018-2019

Regolamento:
Tre punti a vittoria, uno a pareggio, zero a sconfitta.

Note:
Il Balikesirspor ha scontato 3 punti di penalizzazione.
L'Eskisehirspor ha scontato 3 punti di penalizzazione.
Il Manisaspor ha scontato 9 punti di penalizzazione.
Il Gaziantepspor ha scontato 9 punti di penalizzazione.

## Verdetti

### Promosse in Super Lig
- Çaykur Rizespor
- Ankaragücü
- Erzurumspor FK

### Retrocesse in TFF 2.lig
- Samsunspor
- Manisaspor
- Gaziantepspor